# 뎅비차군

포트카르파츠키에주 지도에 표시된 뎅비차군의 위치

뎅비차군(폴란드어: powiat dębicki)은 폴란드 포트카르파츠키에주에 위치한 군으로 군청 소재지는 뎅비차이며 면적은 776.36km2, 인구는 135,348명(2019년 기준), 인구 밀도는 170명/km2이다.
북쪽으로는 미엘레츠군, 동쪽으로는 로프치체셍지슈프군, 남동쪽으로는 스트시주프군, 남쪽으로는 야스워군, 서쪽으로는 마워폴스카주 타르누프군, 동브로바군과 접한다. 7개 지방 자치체(1개 도시, 2개 도시형 농촌, 4개 농촌)를 관할한다.

군기
군 문장